# Бойко, Фёдор Антонович
Фёдор Антонович Бойко (1905—1966) — советский работник сельского хозяйства, учёный, Герой Социалистического Труда.

## Биография
Родился 19 октября 1905 года/
До Великой Отечественной войны работал в украинском совхозе «Большевистский наступ». В годы войны — на Ставрополье.
В 1945 году Бойко возглавил донской зерносовхоз «Гигант» (Сальский район), сменив Лыскина Николая Фадеевича. Директором совхоза работал до августа 1953 года. За эти годы он восстановил разрушенный войной совхоз и вывел его в передовые сельскохозяйственные предприятия.
С 1 октября 1955 года по 20 июля 1958 года заведовал кафедрой «Организация социалистических сельскохозяйственных предприятий» Рязанского сельскохозяйственного института (доцент, кандидат сельскохозяйственных наук).
Умер в 1966 году.

## Награды
- В соответствии с Указом Президиума Верховного Совета СССР весной 1947 года за получение урожая пшеницы 30,2 ц/га на площади 18 га Бойко удостоен звания Героя Социалистического Труда с вручением ордена Ленина и золотой медали «Серп и Молот».
- Также орденом Ленина был награждён 1945 году.
- За работу «Травопольная система земледелия на опыте зерносовхоза „Гигант“» учёным советом Московской сельскохозяйственной Академии имени К. А. Тимирязева Бойко был удостоен первой премии имени академика В. Р. Вильямса.
- Имел и другие награды СССР.